# II. János ciprusi király
II. János (Nicosia, 1418. május 16. – Nicosia, 1458. július 28.), görögül: Ιωάννης Β' της Κύπρου, franciául: Jean II de Chypre, örményül: Ջիվանի Բ Լուսինյան, ciprusi király, címzetes örmény és jeruzsálemi király. I. Janus ciprusi király fia. A Lusignan(-Poitiers)-ház utolsó, törvényes házasságból született férfi tagja volt. A római katolikus vallást követte.

## Élete
I. Janus ciprusi király és Bourbon Sarolta la marche-i grófnő fia. János anyai nagyapja, Bourbon János, La Marche és Vendôme grófja az unokaöccse volt Bourbon Mária (1318–1387) ciprusi trónörökösnének, aki János király dédapjának, IV. Hugó ciprusi királynak az elsőszülött fiához, Guido herceghez (1315–1342) ment feleségül, és bár fiút szült, nem az ő fia, hanem  Guido öccse, Péter követte IV. Hugót a trónon. II. János anyai nagybátyja pedig Bourbon Jakab (1370–1438), II. Johanna nápolyi királynő (1373–1435) második férje volt.
Életéről így mesél II. Piusz pápa a feljegyzéseiben: „Janus [...]; egy kiskorú gyermek maradt utána, akit Jánosnak hívnak. A fiú nők között nevelkedett, s amikor felnőttkorba lépett, inkább asszonynak bizonyult, mint férfinak. Élete állandó lakmározások s gyönyörök között folyt, örökösen gyámok és gondviselők felügyelete alatt. Mégis feleségül vette egy monferratói család nőtagját, aki azonban, alighogy megérkezett Ciprusra, s megtartották a menyegzőt, akár a kedvezőtlen éghajlat miatt, akár (mint hírlett) mérgezés következtében, hamarosan meghalt, s kísérete is csaknem az utolsó szálig elpusztult. Ezután már nem is akadt Nyugaton olyan uralkodó, aki hajlandó lett volna Jánoshoz adni a lányát. Ezért a görögökhöz fordultak, és a Peloponnesuson, a Palaeologusok nemzetségében találtak neki feleséget. Ez a Heléna tehetséges és éles eszű asszony volt, akit azonban csalárd görög nevelésben részesítettek, ezért gyűlölte a latin rítust és ellensége volt a Római Egyháznak. Amikor egybekelésük után rájött férje pipogyaságára, nem királynéként, hanem királyként kezdett el viselkedni: ő kormányozta az országot, letette a régi tisztviselőket, újakat iktatott be helyettük, a papi rendet a saját elképzelései szerint átalakította, megszüntette a latin rítust és bevezette a görögöt, és ő irányította a külpolitikát is. Férje megelégedett annyival, hogy lakomázhatott, tivornyákat rendezhetett –, s ily módon az egész sziget a görögök hatalmába került. A királyné legbefolyásosabb tanácsadója a dajkája volt, a dajkáé pedig tulajdon fia – így ez uralkodott minden fölött: ő az anyját kormányozta, anyja a királynét, a királyné a királyt.”

## Gyermekei
- 1. feleségétől, Palaiologina Amadea (1420 (körül)–1440) montferrati őrgrófnőtől, gyermekei nem születtek
- 2. feleségétől, Palaiologina Ilona (1428–1458) bizánci császári hercegnőtől, 2 leány:
  - Sarolta (1442–1487), apja utóda a ciprusi trónon I. Sarolta néven (1458–1461), első férje Portugáliai János (1433–1457) coimbrai herceg, nem születtek gyermekei, a második férje Lajos (1436–1482) savoyai herceg, egy fiú:
    - (második házasságából): Savoyai Hugó (Henrik) (1464 – 1464. július 4. előtt) ciprusi királyi herceg

  - Kleofa (Kleopátra) (1444–1448) ciprusi királyi hercegnő
- Ágyasától, Patraszi Marietta (1420 körül–1503) görög úrnőtől, 1 fiú:
  - Jakab (1438–1473), II. Jakab néven elbitorolta a ciprusi trónt húgától, Saroltától (1461–1473), felesége Cornaro Katalin (1454–1510) velencei patriciuslány, aki fia halála után I. Katalin néven ciprusi királynő (1474–1489) lett, 1 fiú, ágyasaitól négy további gyermek, többek között:
    - (Házasságából): III. Jakab (1473. augusztus 28. – 1474. augusztus 26.) ciprusi király a születésétől a haláláig

## Külső hivatkozások
- Foundation for Medieval Genealogy/Cyprus Genealogy – 2014. május 14.
- Genealogie-Mittelalter/Johann II. König von Zypern – 2014. május 14.
- Euweb/The House of Poitou – 2014. május 14.

| Előző I. Janus | Ciprusi király 1432 – 1458              | Következő I. Sarolta |
| Előző I. Janus | Címzetes jeruzsálemi király 1432 – 1458 | Következő I. Sarolta |
| Előző I. Janus | Címzetes örmény király 1432 – 1458      | Következő I. Sarolta |